# Carlo Alberto Lodi
Carlo Alberto Lodi (Carpi, 28 ottobre 1936 – Grado, 14 gennaio 2001) è stato un tiratore a volo italiano.

## Biografia
Nato a Carpi, in provincia di Modena, nel 1936, a 35 anni ha partecipato ai Giochi olimpici di Monaco di Baviera 1972, nello skeet, terminando 18º con 191 punti.